# Бондаренко, Надежда Андреевна
Наде́жда Андре́евна Бондаре́нко (род. 19 октября 1950, Иваново, РСФСР, СССР) — политический и общественный деятель Приднестровской Молдавской Республики. Исполняющая обязанности председателя Приднестровской коммунистической партии с 19 мая 2018 года. Кандидат на должность президента Приднестровской Молдавской Республики на выборах 2006 года. Главный редактор партийной газеты ПКП «Правда Приднестровья».

## Биография
Получила высшее юридическое образование. Работала в должности следователя в МВД СССР, затем в Днестровском отделении милиции (в составе Тираспольского ГУВД) и в Отделе внутренних дел на транспорте МВД ПМР. В 1999 году уволилась из органов МВД по выслуге лет, в звании майора милиции.
В 1991 году вступила в ряды КПСС. В 2003 году приняла активное участие в работе по созданию Приднестровской коммунистической партии, была среди первых учредителей ПКП. Избиралась депутатом Тираспольского Городского совета народных депутатов, где возглавляла депутатскую комиссию по законности.
На президентских выборах 2006 года Бондаренко получила 8,1 % голосов, уступив И. Н. Смирнову, который выиграл свой четвёртый срок, набрав 82,4 % голосов.
11 марта 2007 года, во время раздачи листовок перед митингом против действующего президента республики Игоря Смирнова, Надежда Бондаренко, тогдашний председатель ПКП Олег Хоржан и ещё три активиста были арестованы и приговорены к трём суткам ареста в качестве административного наказания. 13 марта в Тирасполе прошла демонстрация коммунистов против роста потребительских цен и тарифов на электроэнергию. Демонстранты также потребовали освободить двух задержанных лидеров ПКП.
После того как в 2018 году Олег Хоржан был арестован и приговорён к четырём с половиной годам лишения свободы, Бондаренко стала исполняющим обязанности председателя ПКП.

## Награды
- Медаль «За 10 лет безупречной службы»
- Медаль «За 15 лет безупречной службы»